# Mołczany
Mołczany – nieoficjalny przysiółek kolonii Dołhobyczów-Kolonia w Polsce położony w województwie lubelskim, w powiecie hrubieszowskim, w gminie Dołhobyczów.
W latach 1975–1998 miejscowość administracyjnie należała do województwa zamojskiego.
Wierni Kościoła rzymskokatolickiego należą do parafii Matki Bożej Częstochowskiej w Dołhobyczowie.